# Yongli-kejsaren
Yongli-kejsaren (永历帝; Yǒnglì dì), personnamn Zhu Youlang (朱由榔; Zhū Yóuláng), född 1623, död 1662, var den sista kejsaren i den kinesiska Södra Mingdynastin och regerade från 24 december 1646 till 1662. Han ärvde titeln Prinsen av Gui av sin far, och blev under kejsar Chongzhen (r. 1627–1644) tilldelad titel Prinsen av  Yongming. Yongli-kejsaren var barnbarn till Wanli-kejsaren

Ungefärlig resväg för kejsar Yonglis hov från 1646 till 1662.

De Mingtrogna trängdes i slutet av 1646 söderut efter att Longwu-kejsaren avrättats av Qingdynastin. 24 december 1646 besteg Zhu Youlang tronen som kejsar Yongli i Zhaoqing precis väster om Guangzhou i Guangdong. Samtidigt kröntes Shaowu-kejsaren i Guangzhou, och de båda hoven var snart i inbördeskrig. I januari 1647 invaderades Guangzhou av Qingdynastin, och kejsar Yongli övergav Zhaoqing och flydde till norra Guangxi där Guilin blev Södra Mingdynastins huvudstad. Från sitt säte i Guangxi hade dynastin en del militära framgångar som oroade Qingregimen. Kejsar Yongli tvingades dock längre väster ut och etaberade 1656 sin huvudstad i Kunming i Yunnan. Södra Mingdynastins territorium blev stegvis mindre efter Qingdynastins attacker, och 1658 alt. 1659 drevs de västerut mot Burmas gränsa där de blev gäster till den burmesiska kungen. Militären Wu Sangui (som nu var Qinglojal) blev 1659 guvernör i Yunnan, och två år senare ledde han sina styrkor in i Burma och tvingade dess kung att överlämna Yongli-kejsaren. 30 april 1662 avrättade Wu Sangui kejsar Yongli och hans son i Kunming, vilket markerade slutet på Södra Mingdynastin.
Yongli-kejsaren fick tempelnamnet Zhaozong (昭宗).

## Regeringsperioder
- Yongli (永曆), 1647–1662